# There is no alternative
There is no alternative (TINA), traduit en français par « Il n'y a pas d'autre choix » ou  « Il n'y a pas d'alternative » ou « Il n'y a pas de plan B », est un slogan politique couramment attribué à Margaret Thatcher, lorsqu'elle est Première ministre du Royaume-Uni.

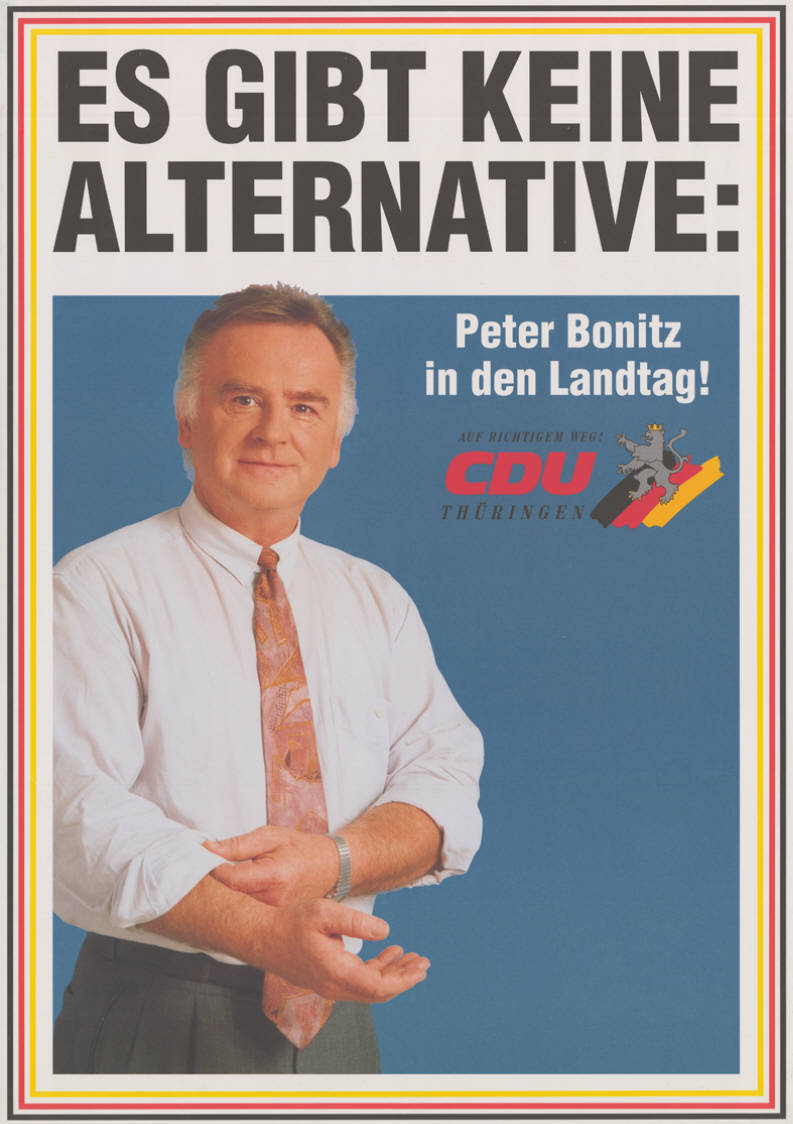
Il n'y a pas d’alternative, affiche électorale de la CDU lors d'une élection au Landtag de Thuringe en 1994.

Ce slogan signifie que le marché, le capitalisme et la mondialisation sont des phénomènes nécessaires et bénéfiques et que tout régime qui prend une autre voie court à l'échec.
Margaret Thatcher a toutefois peu utilisé cette expression en ce sens au cours de sa carrière dans ses interventions officielles. L'expression, notamment sous forme de l'acronyme « TINA », est cependant restée.

## Critiques
Cette formule caractérise, selon les altermondialistes, l'ordre mondial actuel.
Jean Ziegler, par exemple, dans son livre Les nouveaux maîtres du monde (2002), décrit ce slogan comme celui du troisième pouvoir totalitaire après le bolchevisme et le nazisme : « Il n'y a pas d'alternative au système émergeant du mercantilisme mis en place par les entreprises s'appuyant sur l'État et décliné à l'aide de différents mantra tels mondialisation et libre-échange ».
Pour Noam Chomsky toutefois, « se battre contre “Tina”, c’est affronter une emprise intellectuelle qu’on ne peut pas assimiler aux camps de concentration ni au goulag » car il existe selon lui une « opposition contre la globalisation économique à l’échelle mondiale ».

## Reprises
La compagnie pétrolière anglo-hollandaise Shell fait abondamment référence à l'acronyme « TINA » dans certains de ses scénarios d'anticipation économique  :
- « What the world has learned in the 1990s is that ‘THERE IS NO ALTERNATIVE’ to adapting to these powerful forces – ‘TINA’ » (Global Scenarios 1995-2020, page 1) ;
- « The power of TINA does not mean the end of history. Other forces – cultural, social, political – interact with those of TINA » (Global Scenarios 1995-2020, page 4).

En France, le livre Il n'y a pas d'alternative : trente ans de propagande économique (2011) débute par une liste de citations utilisant cette construction.
La troupe de théâtre belge Raoul collectif en fait le thème de son spectacle Rumeur et petits jours présenté au festival d'Avignon en Juillet 2016
En 2020, le philosophe Bernard Stiegler reprend l'expression dans le sous titre de l'ouvrage collectif qu'il dirige, Bifurquer, il n'y a pas d'alternative.

### «Il n'y a pas de plan B»
Les expressions « Il n'y a pas de plan B » ou « Il n'y a pas d'autre choix », sont des variantes francophones du « There is no alternative » anglais. Cette expression est particulièrement remarquée lorsqu'elle est utilisée en politique et reprise dans les médias. 
Ce fut notamment le cas en France, de la part du Président de la République Jacques Chirac à l'occasion du référendum sur la constitution européenne en 2005, ou bien lors des discussions entre les écologistes et le candidat François Hollande en 2011 sur l'arrêt de la centrale nucléaire EPR de Flamanville, ou encore lors de la campagne du candidat François Fillon pour l'élection présidentielle française de 2017.
Au niveau européen, cette expression a également été utilisée par le commissaire aux affaires économiques, Olli Rehn, à propos de l'adoption en 2011 par la Grèce d'un plan d'austérité.